# The Beloved
The Beloved — британская электронная группа. Наиболее известна по синглу «Sweet Harmony».

## История
Вокалист группы Джон Марш разместил рекламу в музыкальной прессе в 1983 году, где призывал всех желающих присоединиться к группе. Однако позднее он признал, что это была выдумка. Марш и Стив Уоддингтон основали группу The Beloved, которая начала активно выступать в 1985 году. Они выпустили несколько синглов, включая «The Sun Rising», который стал популярным в клубах. В 1990 году они выпустили альбом «Happiness», который был успешным. После выпуска альбома они выпустили ремиксы и продолжили активную деятельность в индустрии музыки.

## Дискография

### Альбомы
| 1988 | Where It Is               |  |
| 1990 | Happiness                 |  |
| 1990 | Blissed Out               |  |
| 1993 | Conscience                |  |
| 1996 | X                         |  |
| 1997 | Single File (compilation) |  |